# Twórczość artystyczna
Twórczość artystyczna – działalność obejmująca działania twórcze w sztuce, której efektem jest stanowiące wkład w rozwój kultury dzieło artystyczne materialne lub niematerialne, w tym także artystyczne wykonanie.